# Hermies
Hermies és un municipi francès situat al departament del Pas de Calais i a la regió dels Alts de França. L'any 2007 tenia 1.156 habitants.

## Demografia

### Població
El 2007 la població de fet de Hermies era de 1.156 persones. Hi havia 446 famílies de les quals 104 eren unipersonals (20 homes vivint sols i 84 dones vivint soles), 129 parelles sense fills, 137 parelles amb fills i 76 famílies monoparentals amb fills.
La població ha evolucionat segons el següent gràfic:
Habitants censats

### Habitatges
El 2007 hi havia 493 habitatges, 456 eren l'habitatge principal de la família, 6 eren segones residències i 31 estaven desocupats. 486 eren cases i 4 eren apartaments. Dels 456 habitatges principals, 358 estaven ocupats pels seus propietaris, 93 estaven llogats i ocupats pels llogaters i 5 estaven cedits a títol gratuït; 12 tenien dues cambres, 53 en tenien tres, 98 en tenien quatre i 293 en tenien cinc o més. 374 habitatges disposaven pel capbaix d'una plaça de pàrquing. A 222 habitatges hi havia un automòbil i a 158 n'hi havia dos o més.

### Piràmide de població
La piràmide de població per edats i sexe el 2009 era:
| Homes | Edats   | Dones |
| ----- | ------- | ----- |
| 0     | 95 o +  | 0     |
| 4     | 90 a 94 | 0     |
| 8     | 85 a 89 | 8     |
| 8     | 80 a 84 | 28    |
| 24    | 75 a 79 | 32    |
| 40    | 70 a 74 | 36    |
| 28    | 65 a 69 | 40    |
| 28    | 60 a 64 | 44    |
| 8     | 55 a 59 | 24    |
| 24    | 50 a 54 | 28    |
| 48    | 45 a 49 | 36    |
| 32    | 40 a 44 | 40    |
| 56    | 35 a 39 | 44    |
| 36    | 30 a 34 | 32    |
| 48    | 25 a 29 | 40    |
| 16    | 20 a 24 | 16    |
| 40    | 15 a 19 | 24    |
| 32    | 10 a 14 | 32    |
| 32    | 5 a 9   | 16    |
| 44    | 0 a 4   | 16    |

## Economia
El 2007 la població en edat de treballar era de 692 persones, 500 eren actives i 192 eren inactives. De les 500 persones actives 454 estaven ocupades (252 homes i 202 dones) i 46 estaven aturades (21 homes i 25 dones). De les 192 persones inactives 57 estaven jubilades, 54 estaven estudiant i 81 estaven classificades com a «altres inactius».

### Ingressos
El 2009 a Hermies hi havia 462 unitats fiscals que integraven 1.179 persones, la mediana anual d'ingressos fiscals per persona era de 15.721 €.

### Activitats econòmiques
Dels 47 establiments que hi havia el 2007, 1 era d'una empresa extractiva, 2 d'empreses alimentàries, 1 d'una empresa de fabricació d'elements pel transport, 1 d'una empresa de fabricació d'altres productes industrials, 6 d'empreses de construcció, 11 d'empreses de comerç i reparació d'automòbils, 2 d'empreses de transport, 3 d'empreses d'hostatgeria i restauració, 4 d'empreses financeres, 2 d'empreses de serveis, 11 d'entitats de l'administració pública i 3 d'empreses classificades com a «altres activitats de serveis».
Dels 14 establiments de servei als particulars que hi havia el 2009, 1 era una oficina de correu, 2 oficines bancàries, 2 tallers de reparació d'automòbils i de material agrícola, 3 lampisteries, 2 empreses de construcció, 2 perruqueries, 1 veterinari i 1 restaurant.
Dels 4 establiments comercials que hi havia el 2009, 1 era una gran superfície de material de bricolatge, 1 una botiga de menys de 120 m², 1 una fleca i 1 una botiga d'equipament de la llar.
L'any 2000 a Hermies hi havia 31 explotacions agrícoles que ocupaven un total de 1.242 hectàrees.

## Equipaments sanitaris i escolars
El 2009 hi havia 1 farmàcia i 1 ambulància.
El 2009 hi havia una escola elemental.

## Poblacions més properes
El següent diagrama mostra les poblacions més properes.